# Remoulins
Remoulins är en kommun i departementet Gard i regionen Occitanien i södra Frankrike. Kommunen ligger i kantonen Remoulins som tillhör arrondissementet Nîmes. År 2022 hade Remoulins 2 268 invånare.

## Befolkningsutveckling
Antalet invånare i kommunen Remoulins
Referens:INSEE